# Silba taciturna
Silba taciturna är en tvåvingeart som först beskrevs av Walker 1859.  Silba taciturna ingår i släktet Silba och familjen stjärtflugor.
Artens utbredningsområde är Moluckerna. Inga underarter finns listade i Catalogue of Life.